# Triza
Triza is een studioalbum van Gert Emmens. Het album heeft als thema, het lijden in allerlei vormen. Emmens nam het album op gedurende de periode oktober 2014 tot juni 2015. en gaf 28 september 2015 de track Nightlife vrij op YouTube Op fora omtrent elektronische muziek kwam een discussie op gang. Die ging (nog) niet over muziek, maar over het feit dat de platenhoes, naar The life after the apocalypse van Vladimir Manyuhin door Emmens is aangepast. In plaats van de signatuur op de afbeelding heeft Emmens een kat op die plaats gefotoshopt (de platenhoes vermeldde de originele kunstenaar niet, zijn site wel). Emmens blijkt volgens de binnenhoes kattenliefhebber te zijn. De originele afbeelding laat een postapocalyptisch Moskou zien.
Het album is opgedragen aan Emmens’ vrouw Laila Quraishi, op wiens leven dit album deels geïnspireerd is.

## Musici
- Gert Emmens – synthesizers, piano, gitaar

## Muziek
| Nr. | Titel                                     | Duur  |
| --- | ----------------------------------------- | ----- |
| 1.  | The shelter in Sector 5                   | 13:31 |
| 2.  | When twilight announces the night to come | 10:52 |
| 3.  | Where is Triza?                           | 12:41 |
| 4.  | Nightlife                                 | 10:37 |
| 5.  | Wanderers of the streets                  | 25:36 |